# Vincent Kipsegechi Yator

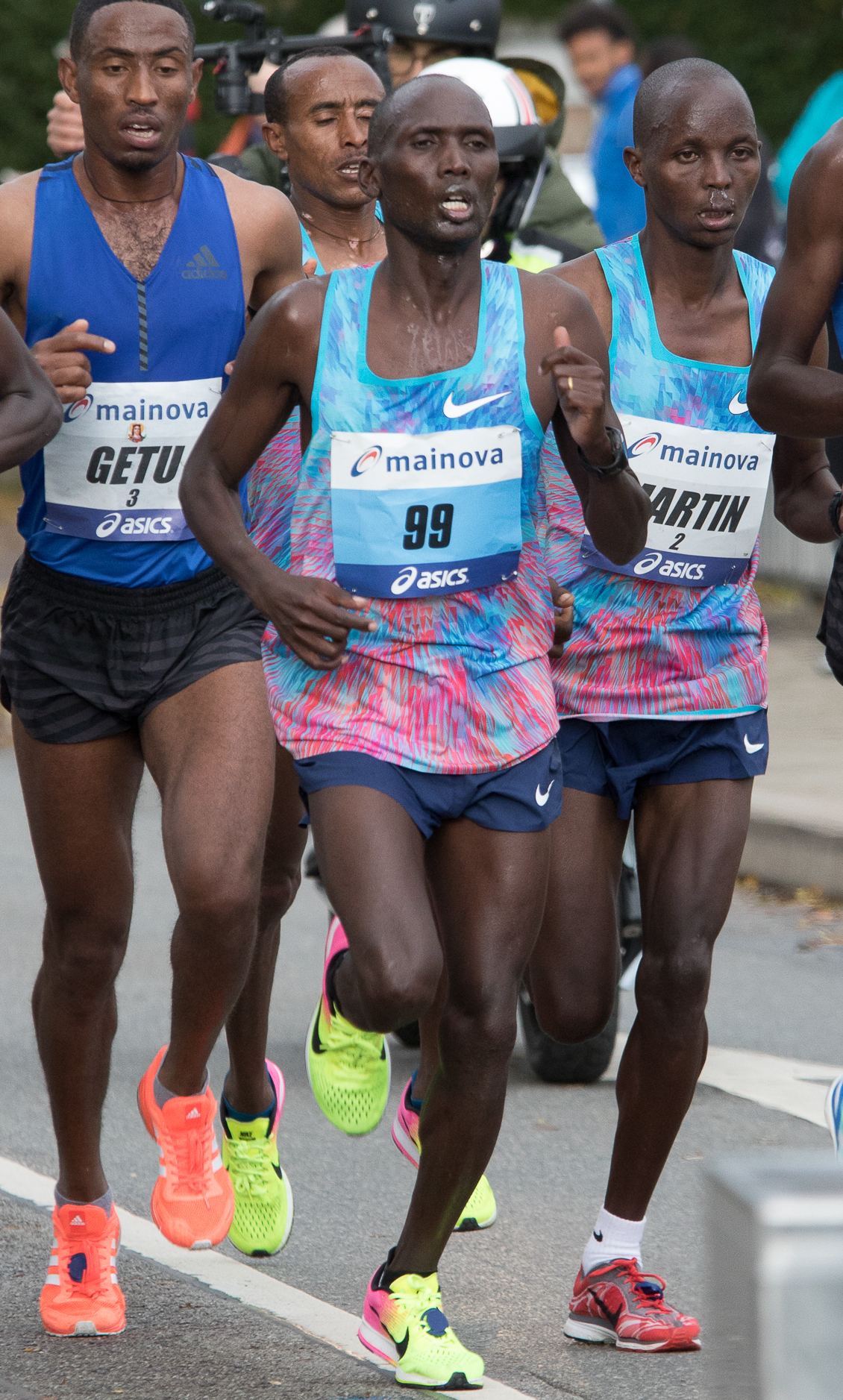
Vincent Kipsegechi Yator (99) beim Frankfurt Marathon 2017

Vincent Kipsegechi Yator (* 11. Juli 1989) ist ein kenianischer Langstreckenläufer.
Yator belegte bei den Leichtathletik-Juniorenweltmeisterschaften 2008 in Bydgoszcz den sechsten Platz im 5000-Meter-Lauf. Im folgenden Jahr wurde er beim Singelloop Utrecht hinter seinem Landsmann Leonard Patrick Komon Zweiter. Bei den Leichtathletik-Afrikameisterschaften 2010 in Nairobi gewann er über 5000 Meter die Silbermedaille. Yator hatte lange Zeit geführt, geriet jedoch kurz vor dem Ziel ins Straucheln und musste seinen Landsmann Edwin Cheruiyot Soi vorbeiziehen lassen. Über dieselbe Distanz belegte er einige Wochen später bei den Commonwealth Games in Neu-Delhi den vierten Rang. Kurz darauf wurde er beim Great South Run in Portsmouth Dritter.
Im Oktober 2019 wurde Yator von der Athletics Integrity Unit wegen EPO-Dopings suspendiert.

## Persönliche Bestzeiten
- 3000 m: 7:46,34 min (2009, Paris Saint-Denis)
- 5000 m: 13:04,50 min (2010, Zürich)
- 10.000 m (Bahn): 27:25,94 min (2016, Eugene)
- 10 km (Straße): 27:34 min (2009, Utrecht)
- Halbmarathon: 59:55 min (2015, Yangzhou)
- Marathon: 2:13:04 h (2013, Amsterdam)